# Warrior (serietidning)
Warrior var en brittisk serietidning som utkom månadsvis, i totalt 26 nummer, mellan mars 1982 och februari 1985. Serietidningen publicerades av Quality Communications och som ansvarig utgivare stod Dez Skinn. Warrior innehöll några av Alan Moores tidigaste verk, såsom V for Vendetta och Marvelman. Warrior var en inofficiell uppföljare till fanzinen Warrior: Heroic Tales of Swords and Sorcery, som Skinn hade gett ut under 1974–1975. Warrior tävlade mot 2000 AD för läsarnas uppmärksamhet och under sin relativt korta tid vann den 17 Eagle Awards.

## Berättelser
Nedan är ett urval av de berättelser som återfanns i Warrior:
- Axel Pressbutton
- Big Ben
- Bogey
- The Bojeffries Saga
- The Black Currant
- Ektryn
- Father Shandor
- The Legend of Prester John
- The Liberators
- Madman
- Marvelman
- The Spiral Path
- Twilight World
- V for Vendetta
- Warpsmith
- Zirk